# アルガイオス2世
アルガイオス2世（古代ギリシア語: Ἀργαῖος Βʹ、ラテン文字転記：Argaios II、紀元前4世紀、在位：紀元前393年 – 紀元前392年、生没年不明）はマケドニア王、あるいは王位請求者である。
紀元前393年にイリュリア人によってマケドニア王アミュンタス3世が王位を追われた。この時アルガイオス2世は王位について2年間君臨したが、アミュンタスに取って代わられた。
紀元前360年にアルガイオスは再び王位奪取を試みた。彼は時のマケドニア王でアミュンタスの息子ピリッポス2世とアンフィポリスをめぐって対立していたアテナイと手を結び、アテナイはマンティアス率いる重装歩兵3000人をマケドニアに送った。メトネに停泊したマンティアスによってアイガイまで送られたアルガイオスはアイガイの人々に自分を王と認めるよう説得したが、失敗したため、メトネに戻った。さらにその上、ピリッポスがアテナイ軍に攻撃を仕掛けてそれを破ったため、アルガイオスの王位奪取の試みは失敗に終わった。その後のアルガイオスについては不明である。

## 註
1. ↑  ディオドロス, XIV. 92
2. ↑  ディオドロス, XVI. 2, 3